# کاوه موسوی (ورزشکار)
کاوه موسوی (خرداد ۱۳۶۴ در تبریز) ورزشکار رشتهٔ پرتاب چکش اهل ایران است. وی رکورددار کنونی پرتاب چکش ایران (۷۷٫۴۰ متر در بلاروس، ۲۰۱۶) است و با کسب مدال نقره در بازی‌های آسیایی ۲۰۱۰ گوانگ‌جو با رکورد ۶۸٫۹۰ اولین و تنها مدال آسیایی (قهرمانی آسیا و بازی‌های آسیایی) پرتاب چکش ایران را کسب کرده‌است. موسوی در المپیک ۲۰۱۲ لندن شرکت داشت و با رکورد ۷۲٫۷۰ متر در رتبهٔ بیست‌ودوم (بین ۴۱ شرکت‌کننده) قرار گرفت.